# 真住村
真住村（まなすみそん）は、鳥取県日野郡にあった村。現在の日野郡日野町の一部にあたる。

## 地理
- 河川：真住川[3]
- 山岳：中国山地[3]

## 歴史
- 1889年（明治22年）10月1日、町村制の施行により、日野郡三土村、秋縄村、門谷村、濁谷村が合併して村制施行し、真住村が発足[1][2]。旧村名を継承した三土、秋縄、門谷、濁谷の4大字を編成[2]。日野郡根雨村と組合村を結成した[2]。
- 1909年（明治42年）真住青年会を結成し、1915（大正4年）根雨青年会の支部となる[2]。
- 1913年（大正2年）10月17日、日野郡根雨村と合併し、町制施行し根雨町を新設して廃止された[1][2]。合併後、根雨町大字三土・秋縄・門谷・濁谷となる[2]。

### 地名の由来
近世の眼角（まなすみ）郷の郷名にちなむ。

## 産業
- 農業[3]

## 教育
- 1873年（明治6年）濁谷学校開校[3]。1887年（明治20年）濁谷簡易小学校に改称[3]。1892年（明治25年）濁谷尋常小学校に改称[2]。1910年（明治43年）大字濁谷字夜安に新築移転し真住尋常小学校に改称[2]。